# Papel de lija

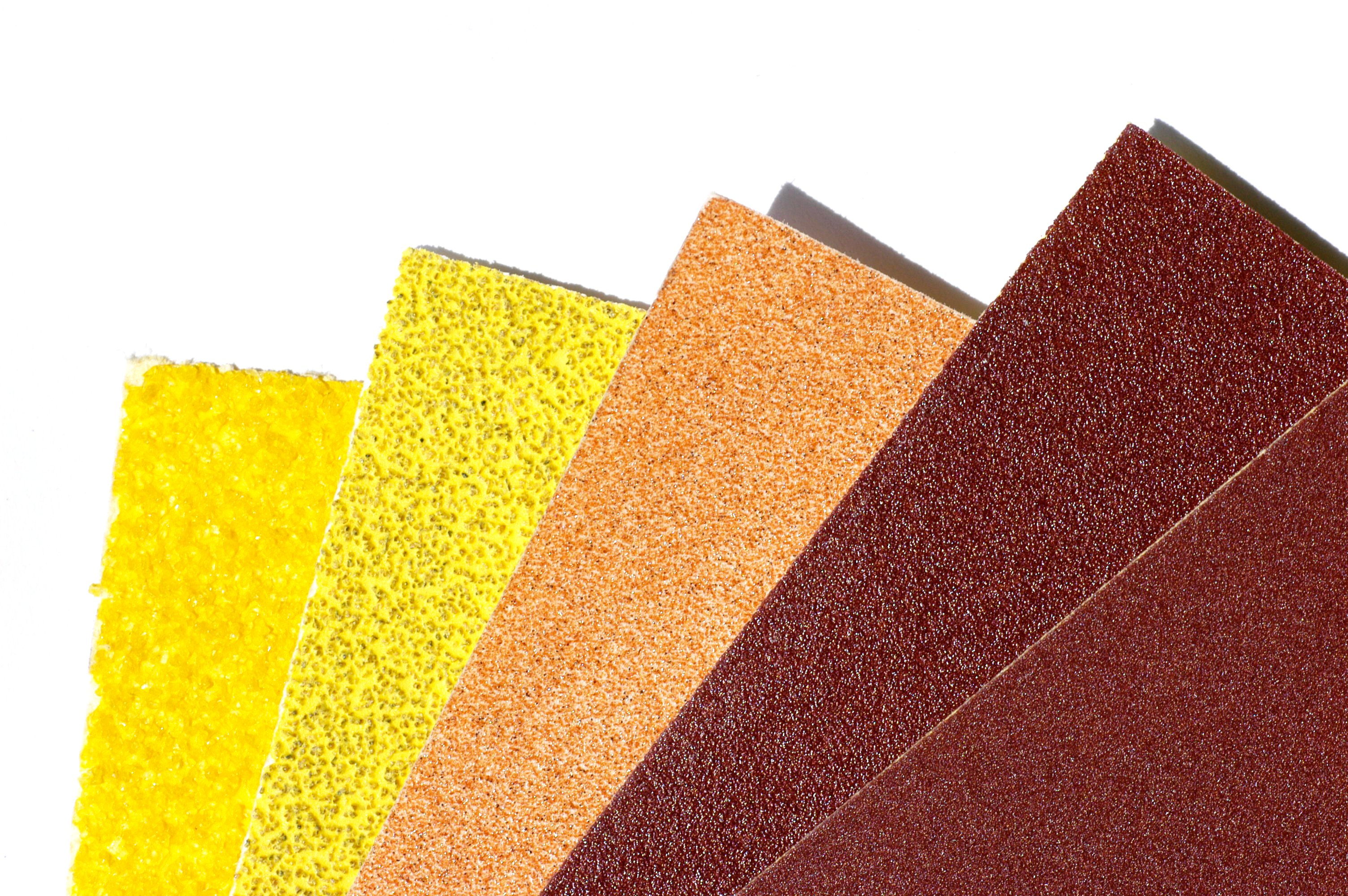
Papeles de lija de distintos tamaños de grano.

El papel de lija, o simplemente lija, es un papel sobre el cual se adhiere algún material abrasivo, como polvo de vidrio o esmeril. El papel de lija se usa para quitar pequeños fragmentos de material de las superficies para así dejar sus caras lisas, como en el detallado de maderas, en preparación para pintar o barnizar. La lija también se emplea para pulir, hasta eliminar, ciertas capas de material o en algunos casos para conseguir el efecto contrario y obtener una textura áspera, como en los preparativos para encolado.
En la fabricación moderna de estos productos, la arena y el vidrio han sido sustituidos por otros abrasivos como el óxido de aluminio o el carburo de silicio. Es común usar el nombre del abrasivo cuando se describe el papel, p.ej. "papel de óxido de aluminio" o "papel de carburo de silicio".
El papel de lija se produce en una variedad de tamaños de grano y se usa para eliminar material de las superficies, ya sea para suavizarlas (por ejemplo, en pinturas y acabado de madera), para eliminar capa de material (como pintura vieja) o, a veces, para hacer la superficie más áspera (por ejemplo, como preparación para el pegado). El tamaño de grano del papel de lija generalmente se expresa como un número que está inversamente relacionado con el tamaño de partícula. Un número pequeño, como 20 o 40, indica un grano grueso, mientras que un número grande, como 1500, indica un grano fino.

## Historia
El primer caso registrado de uso de papel de lija fue en la China del siglo XIII, cuando las cáscaras trituradas, las semillas y la arena se unieron al pergamino con goma natural.  En la Biblia, se menciona que el rey Salomón utilizó un abrasivo misterioso llamado shamir que le permitía al rey construir su templo (por ejemplo, cortar grandes bloques de piedra) sin utilizar herramientas de hierro, ya que el templo estaba destinado a ser un lugar de paz y el hierro se usaba en la guerra. Shamir también se consideraba en la tradición hebrea como un gusano mágico capaz de romper el vidrio cuando descansa sobre él.
La piel de tiburón (escamas placoides) también se ha utilizado como abrasivo y las escamas ásperas del fósil viviente, celacanto, se utilizan con el mismo propósito por los nativos de Comoras.. Hervida y seca, la planta equiseto de invierno se utiliza en Japón como material de pulido tradicional, más fino que el papel de lija.
El papel de vidrio fue fabricado en Londres en 1833 por John Oakey, cuya empresa había desarrollado nuevas técnicas y procesos adhesivos que permitían la producción en masa. La frita de vidrio tiene partículas de bordes afilados y corta bien, mientras que los granos de arena se suavizan y no funcionan bien como abrasivo. El papel de lija barato a menudo se hacía pasar por papel de vidrio; Stalker y Parker advirtieron contra esto en A Treatise of Japaning and Barnishing publicado en 1688.
En 1921, 3M inventó un papel de lija con grano de carburo de silicio y un adhesivo y respaldo a prueba de agua, conocido como húmedo y seco. Esto permitió el uso con agua, que serviría como lubricante para eliminar las partículas que de otra manera obstruirían la arena. Su primera aplicación fue en el repintado de pintura para automóviles.

## Tipos

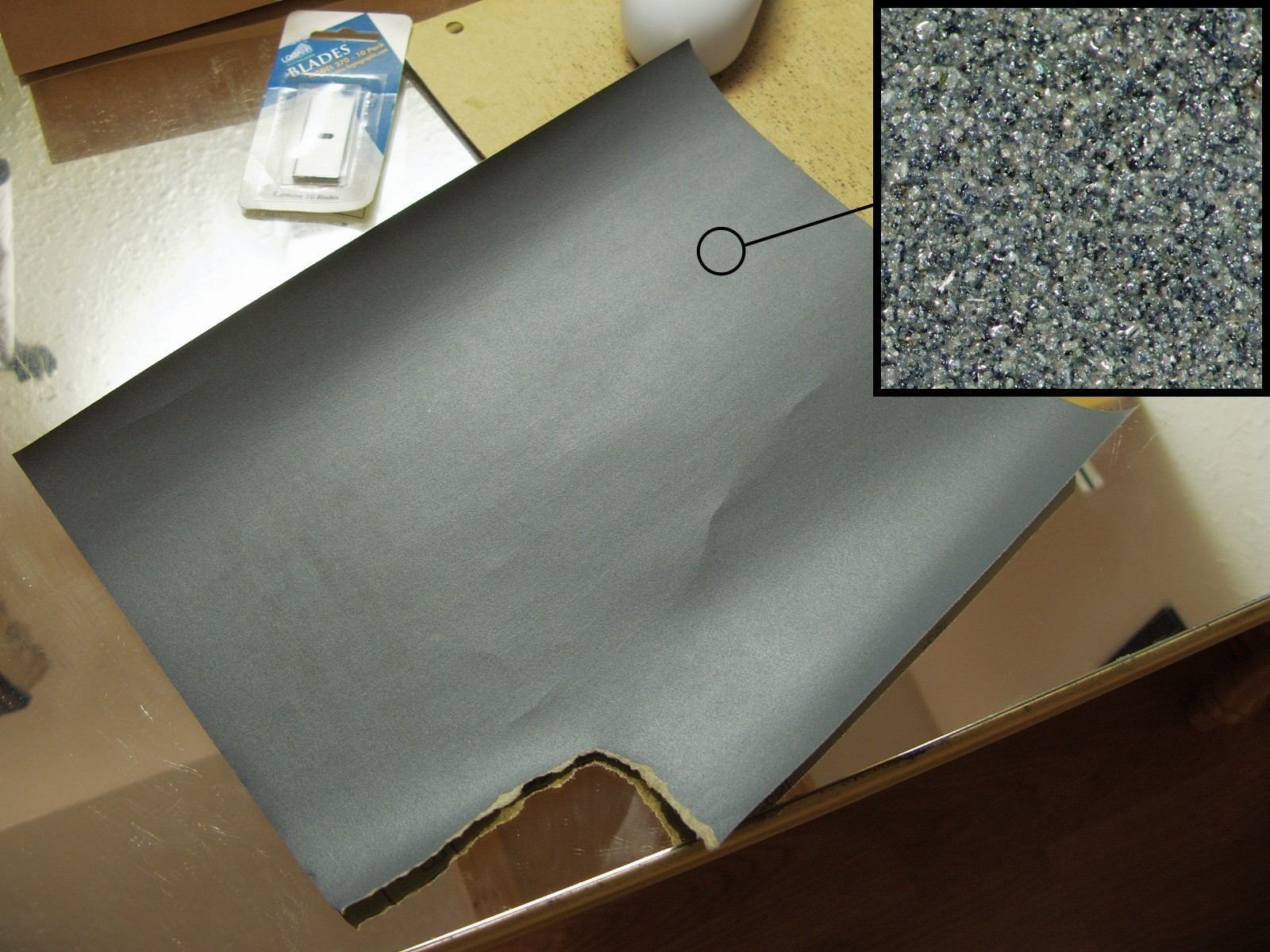
Papel de lija de carburo de silicio de grano 320, con vista en primer plano.

Hay muchas variedades de papel de lija, con variaciones en el papel o soporte, el material utilizado para el grano, el tamaño del grano y la adherencia.

### Respaldo
Además del papel, el respaldo del papel de lija incluye tela (algodón, poliéster, rayón), película de PET y "fibra" o caucho. El respaldo de tela se usa para discos de papel de lija y correas, mientras que el mylar se usa como respaldo para granos extremadamente finos. Fibra o vulcanizado
La fibra es un material de respaldo fuerte que consta de muchas capas de papel impregnado de polímero. El peso del respaldo generalmente se designa con una letra. Para los soportes de papel, las clasificaciones de peso varían de "A" a "F", con A designando el más liviano y F el más pesado. La nomenclatura de letras sigue un sistema diferente para los soportes de tela, con el peso del soporte clasificado como J, X, Y, T y M, de más ligero a más pesado. Un respaldo flexible permite que el papel de lija siga los contornos irregulares de una pieza de trabajo; el respaldo relativamente inflexible es óptimo para superficies planas o redondeadas regulares. Los soportes de papel de lija se pueden pegar al papel o formar una estructura de soporte separada para el papel de lija en movimiento, como el que se usa en las bandas y discos de lijado. Un papel o soporte más resistente aumenta la facilidad de lijado de la madera. Cuanto más duro sea el material de respaldo, más rápido será el lijado,

### Tipo de abrasivo

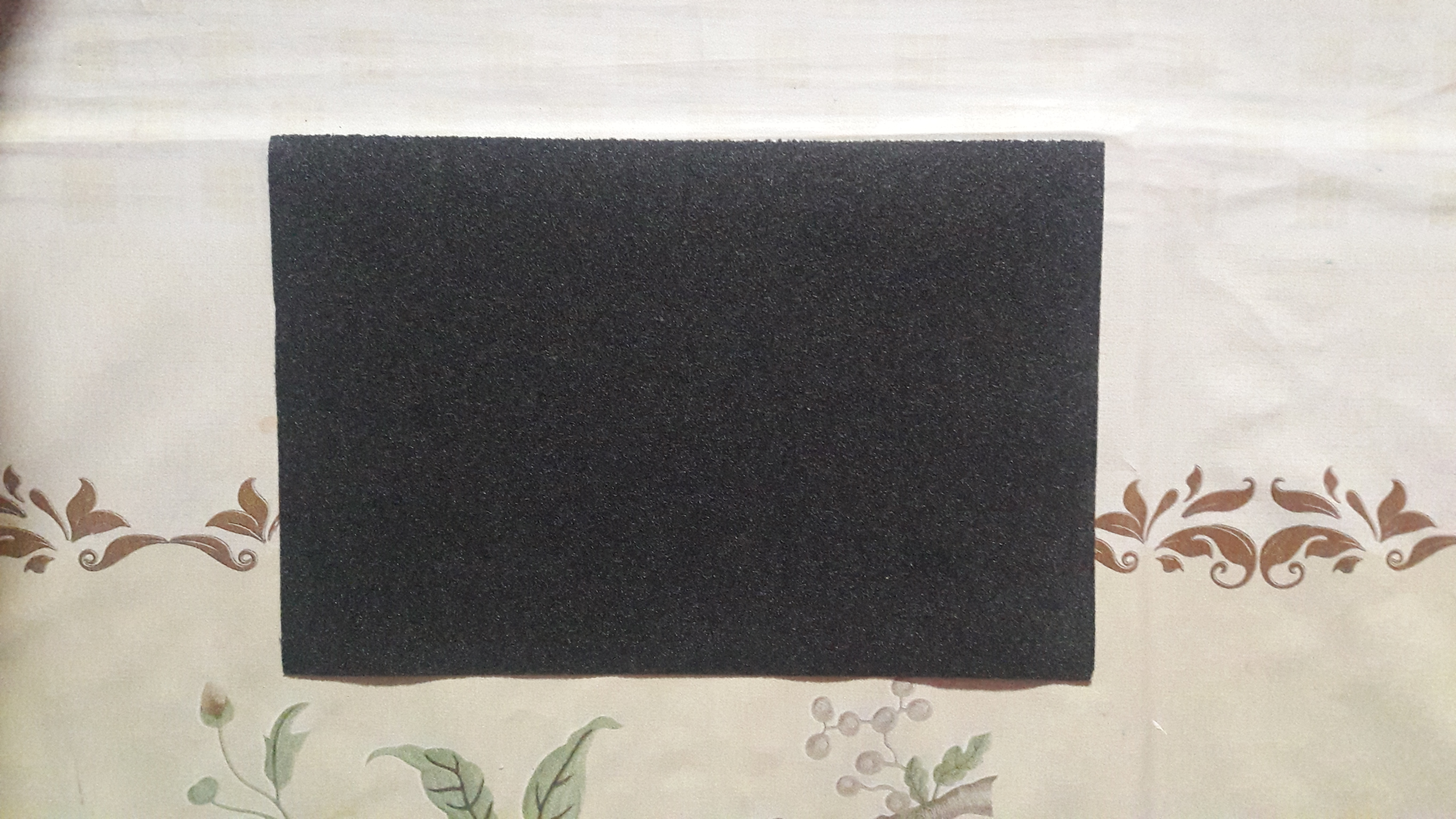
Lija de tela cuyo componente abrasivo es óxido de aluminio

Los tipos de materiales abrasivos incluyen:
- vidrio: ya no se usa comúnmente
- pedernal: ya no se usa comúnmente
- granate: comúnmente utilizado en carpintería
- esmeril: comúnmente utilizado para raspar o pulir metales
- óxido de aluminio: el más común en el uso moderno, con la más amplia variedad de granos, el menor costo unitario; se puede utilizar en metal (es decir, talleres de carrocería) o madera
- carburo de silicio: disponible en granos muy gruesos hasta microgrits, común en aplicaciones húmedas
- alúmina-circonia: (una aleación de óxido de aluminio-óxido de circonio), utilizada para aplicaciones de rectificado de máquinas
- óxido de cromo (III): utilizado en papeles de grano micrónico extremadamente fino (nivel micrométrico)
- Diamante: utilizado para el acabado y pulido de metales duros, cerámica y vidrio.
- Óxido de aluminio cerámico: utilizado en aplicaciones de alta presión, utilizado tanto en abrasivos revestidos como en abrasivos aglomerados.

El papel de lija se puede "vaporizar" cuando se carga un lubricante seco al abrasivo. Los papeles vaporizados son útiles para lijar capas de acabado y pintura, ya que el "jabón" de estearato evita la obstrucción y aumenta la vida útil del papel de lija.
Cuanto más duro sea el material de grano, más fácil será el lijado de superficies más duras como maderas duras como nogal, pacana o wengué. El material de la arena para pulir el granito debe ser más duro que el granito.

### Adhesión del abrasivo al soporte
Se utilizan diferentes adhesivos para unir el abrasivo al papel. Todavía se usa pegamento de piel, pero este pegamento a menudo no puede soportar el calor generado durante el lijado a máquina y no es resistente al agua. Los papeles de lija a prueba de agua o los papeles de lija húmedos/secos utilizan una unión de resina y un respaldo impermeable.
El papel de lija puede ser de capa cerrada o de capa abierta. Aproximadamente del 90% al 95% de la superficie está cubierta con granos abrasivos con una capa cerrada. El papel de lija de capa cerrada es bueno para lijar a mano o trabajar con materiales más duros. En comparación, del 50% al 70% de la superficie está cubierta con granos abrasivos con papel de lija de capa abierta. La separación entre partículas hace que el papel de lija sea más flexible, lo que evita que el papel de lija se atasque. Sin embargo, los espacios en la cobertura de la arena limitan la capacidad del papel de lija para realizar trabajos de pulido uniformes. El papel de lija de capa abierta es mejor para materiales más blandos.
El papel de lija húmedo y seco es más eficaz si se usa en húmedo porque la obstrucción se reduce al lavar las partículas de la superficie de pulido. Podría decirse que también hay beneficios debido a la lubricación y el enfriamiento.

### Formas
El papel de lija viene en diferentes formas y tamaños:
- hoja: generalmente de 23 por 28 cm, pero pueden estar disponibles otros tamaños.
- cinturón: generalmente con respaldo de tela, viene en diferentes tamaños para adaptarse a diferentes lijadoras de banda.
- disco: hecho para adaptarse a diferentes modelos de lijadoras de disco y de órbita aleatoria. Puede estar perforado para algunos modelos de lijadoras. El accesorio incluye adhesivo sensible a la presión (PSA) y "velcro" (similar al Velcro).
- rollos: conocidos como "rollos de peluche" por muchos contratistas.
- esponja: para lugares estrechos.

## Abrasivo revestido

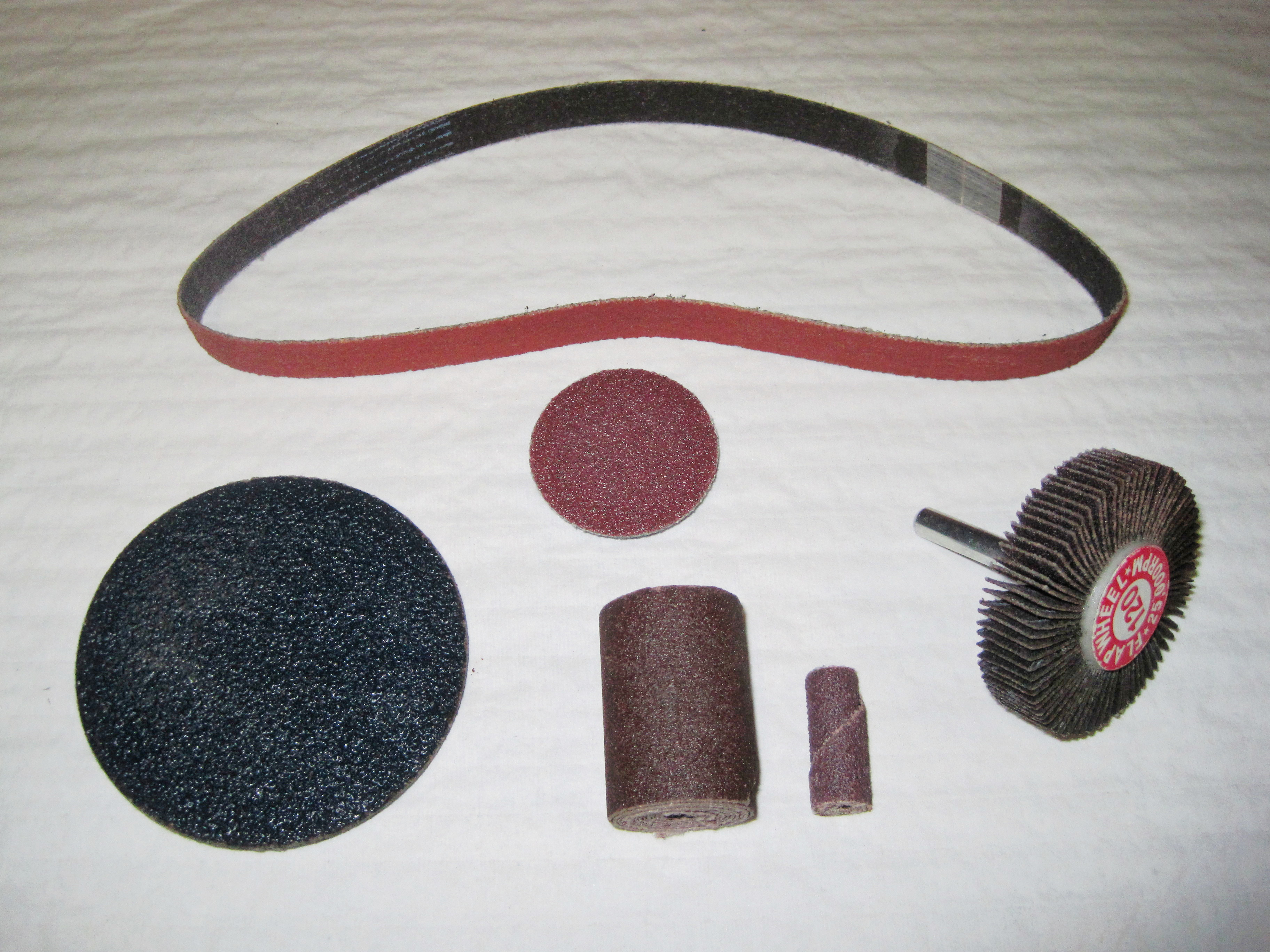
Abrasivos revestidos surtidos

Un abrasivo revestido es un grano abrasivo unido a un sustrato flexible usando adhesivo. Los sustratos comunes son papel, tela, fibra vulcanizada y películas de plástico y vienen en tamaños de grano que van desde muy grueso (~2 mm) hasta ultrafinas (submicrómetros). El estándar internacional para abrasivos revestidos es ISO 6344. El papel de lija y la tela de esmeril son abrasivos revestidos para uso manual, generalmente no de precisión. Otras formas abrasivas recubiertas incluyen cordones de lijado, almohadillas, cinturones y discos. Las variantes están disponibles para uso manual o como componentes para herramientas eléctricas como lijadoras, amoladoras y lijadoras de banda.

### Sistemas de montaje
Un sistema de cambio rápido se usa comúnmente con abrasivos revestidos tipo disco. A una de las caras, que está roscada, se une un cubo de plástico o metal. Esto luego se acopla directamente a la lijadora/amoladora o a un mandril que se puede montar en una lijadora, amoladora o taladro. La ventaja es que el disco se puede reemplazar rápidamente cuando sea necesario. Los discos de cambio rápido varían en tamaños desde 50 mm hasta sin límite superior.

## Bonos
Se utilizan diferentes adhesivos para unir el abrasivo al papel. El pegamento oculto todavía se usa, pero este pegamento a menudo no puede soportar el calor generado durante el lijado a máquina y no es resistente al agua. Los papeles de lija a prueba de agua o los papeles de lija húmedos/secos usan un aglomerante de resina y un respaldo impermeable.
El papel de lija puede ser de "capa cerrada" o "capa abierta". Aproximadamente del 90% al 95% de la superficie está cubierta con granos abrasivos con una capa cerrada. El papel de lija de capa cerrada es bueno para lijar a mano o para trabajar con materiales más duros. En comparación, del 50% al 70% de la superficie se cubre con granos abrasivos con papel de lija de capa abierta. La separación entre partículas hace que la lija sea más flexible, lo que evita que la lija se obstruya. Sin embargo, las brechas en la cobertura de grano limitan la capacidad del papel de lija para realizar incluso trabajos de pulido. El papel de lija de capa abierta es mejor para materiales más blandos.
El papel de lija húmedo y seco es más efectivo cuando se usa húmedo porque las partículas se eliminan de la superficie de pulido y reducen la obstrucción.

## Tela de esmeril

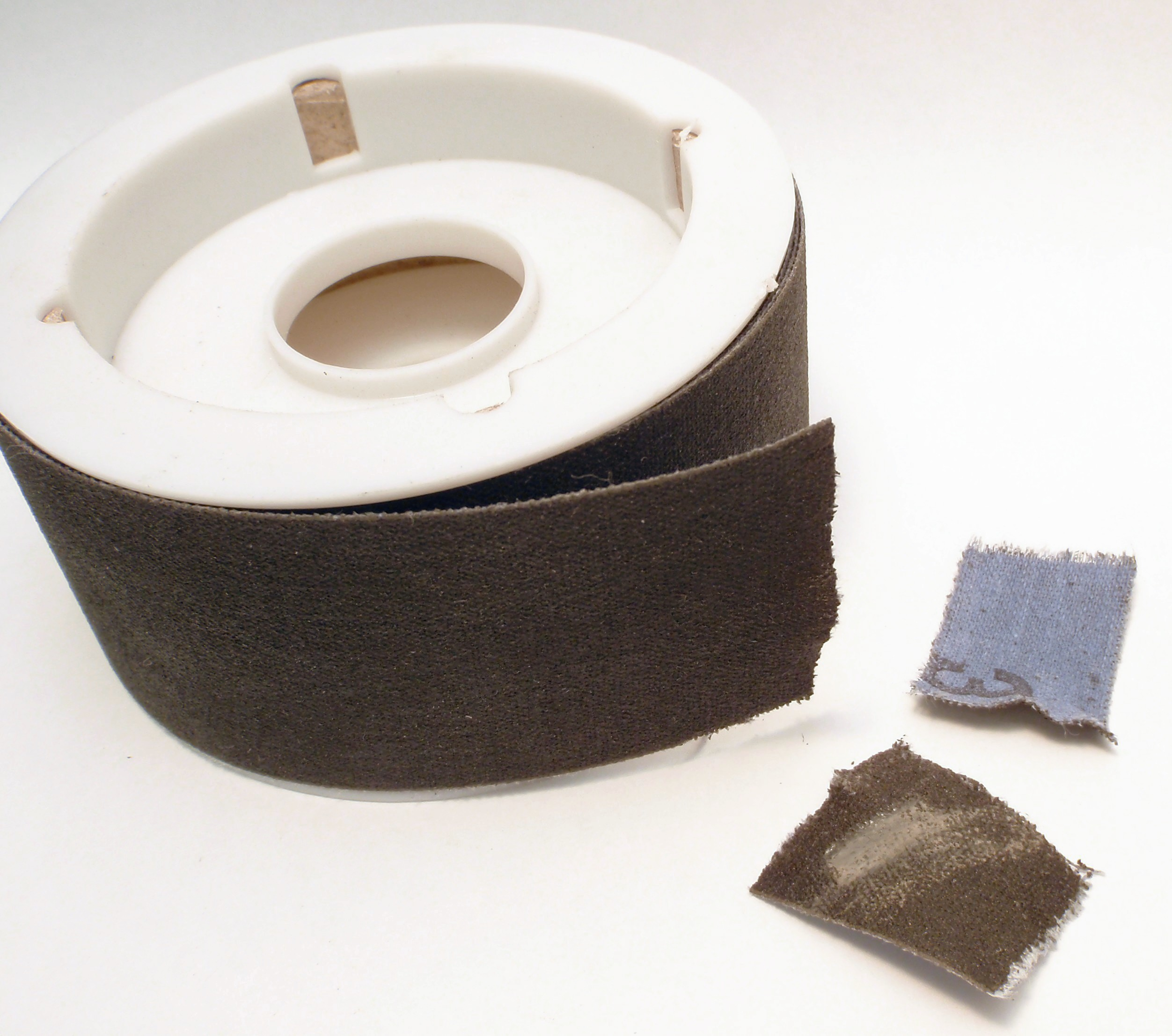
Tela de esmeril de grano 320

La tela de esmeril es un tipo de abrasivo revestido que tiene esmeril pegado a una tela. Se utiliza para trabajar el metal a mano. Puede venderse en hojas o en rollos estrechos, típicamente de 25 o 50 mm de ancho, a menudo descritos como "cinta de esmeril". El respaldo de tela hace que la tela de esmeril sea más resistente a la tensión que el papel, pero aun así permite que una hoja se rompa convenientemente a medida. El esmeril (en gran parte desplazado por productos mejorados como el óxido de aluminio y el carburo de silicio) se utiliza para fregar superficies muy desgastadas y ásperas hasta obtener un acabado liso y brillante, especialmente en la relojería. El papel de esmeril, más comúnmente, tiene un respaldo de papel y generalmente es un grano más fino.
El esmeril se consideró un abrasivo adecuado para el trabajo de ajustador o el ajuste final de piezas de acero para un ajuste perfecto. Tenía la ventaja de que, a diferencia de los abrasivos más duros, no se consideraba que incrustara rastros de abrasivo en los componentes pulidos posteriormente. El esmeril también se utilizó para la limpieza, como medio para eliminar el óxido de los componentes de acero pulido.
Tanto la tela de esmeril como el papel todavía se venden en ferreterías y tiendas, pero han sido reemplazados en gran medida por el mayor uso de pulido a máquina para obtener un tamaño de precisión, lo que ha minimizado o eliminado la necesidad de ajuste manual; la disponibilidad generalizada de herramientas manuales motorizadas que emplean accesorios de lijado y pulido como ruedas traslapadas; y un cambio a otras formas de abrasivo, como óxido de aluminio, zirconia de aluminio y carburo de silicio.

### Grados
El emeril se clasifica en el tamaño de grano promedio, pegado al respaldo. Los tamaños comunes son, de grueso a fino: 40, 46, 54, 60, 70, 80, 90, 100, 120, 180, 220, 320, F y FF. Se utiliza un paño de grado 46 o 54 en trabajos de lijado basto, mientras que un paño de grano 220 a 320 dará un buen pulido.

## Productos similares
El "papel de lija" tiende a ser un término genérico para varios papeles y paños abrasivos similares.

### Húmedo y seco
Los papeles y paños abrasivos con respaldo impermeable permiten el uso de un lubricante, generalmente agua, que puede retirar superficies ásperas cuando se usa en seco y producir un acabado satinado semipulido cuando se humedece. Los grados superfinos pueden producir una superficie de adhesión "clave" adecuada para la pintura en aerosol en aplicaciones decorativas críticas, como la reparación de carrocerías de automóviles.

### Paño de azafrán
Un abrasivo muy suave, generalmente ultrafino de colorete de joyero, para el pulido fino a mano de superficies duras que requieren el acabado más liso posible.